# ドゥシャス・デ・ブルゴーニュ

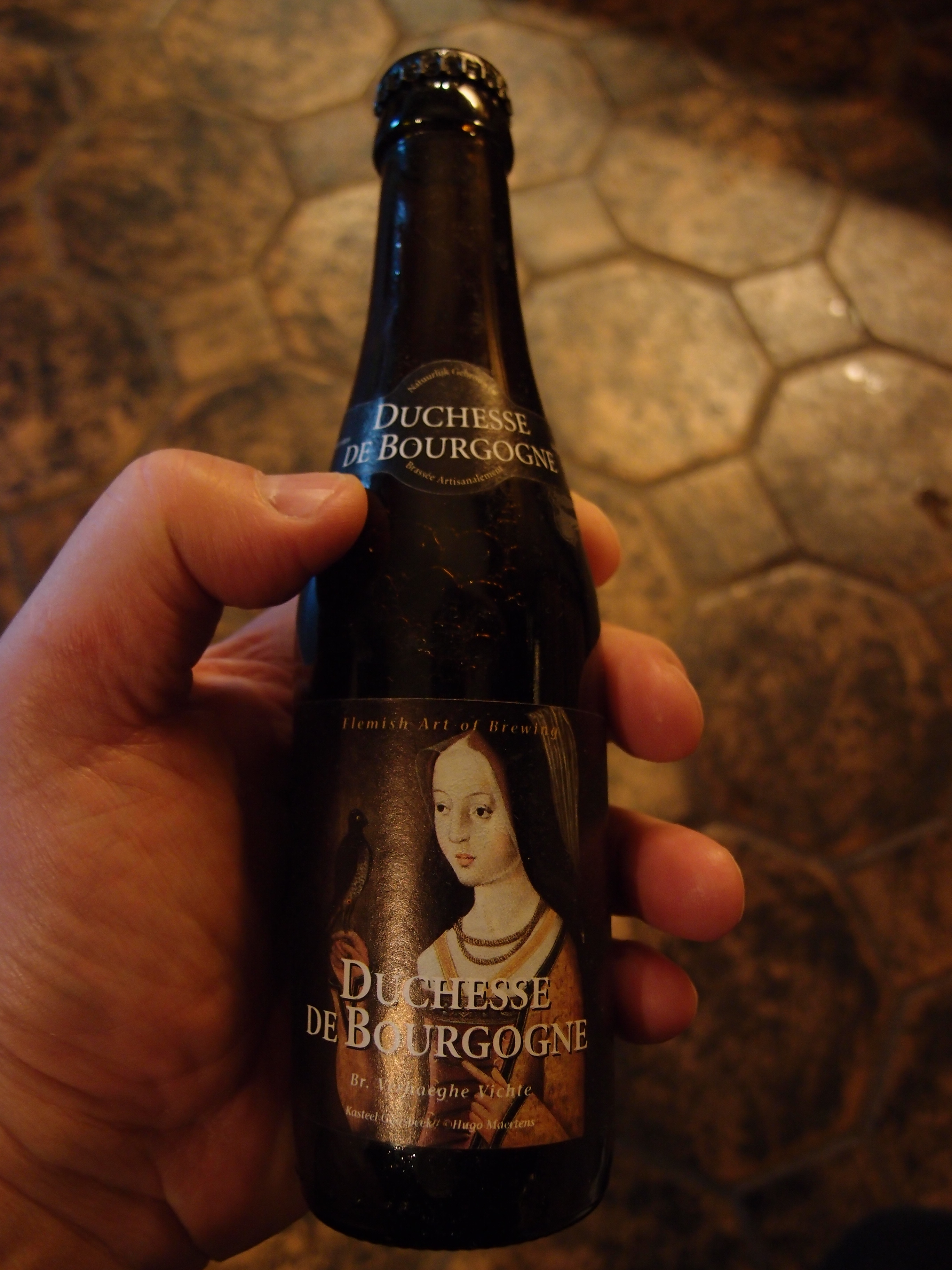
ドゥシャス・デ・ブルゴーニュ

ドゥシャス・デ・ブルゴーニュ　（Duchesse de Bourgogne）はフランダース・レッド・エールに分類されるビールであり、ベルギーのヴィヒテにあるヴェルハーゲ醸造所で醸造されている。

## 概要
一時発酵と二次発酵の後、このビールは.オーク樽の中で18か月間熟成される。最終製品は若い8か月熟成のビールと18か月間熟成のビールのブレンドである。このビールの名前は、ブルゴーニュ公シャルルの一人娘で、1457年にブリュッセルで生まれ若くして落馬事故で亡くなったブルゴーニュ女公マリー・ド・ブルゴーニュにちなんで名づけられている。ほかのすべてのフランダース・レッド・エール同様、ドゥシャス・デ・ブルゴーニュにはランビックに似た特徴的な酸味と、フルーティーな味わいがある。